# Drosophila teissieri
Drosophila teissieri este o specie de muște din genul Drosophila, familia Drosophilidae, descrisă de Tsacas în anul 1971. Conform Catalogue of Life specia Drosophila teissieri nu are subspecii cunoscute.